# 帕尔杜比采大学
帕尔杜比采大学（捷克語：Univerzita Pardubice，缩写UPA）是位于捷克共和国帕尔杜比采的一所大学。2021年有近8000名学生，是帕尔杜比采州唯一的大学。

## 历史沿革

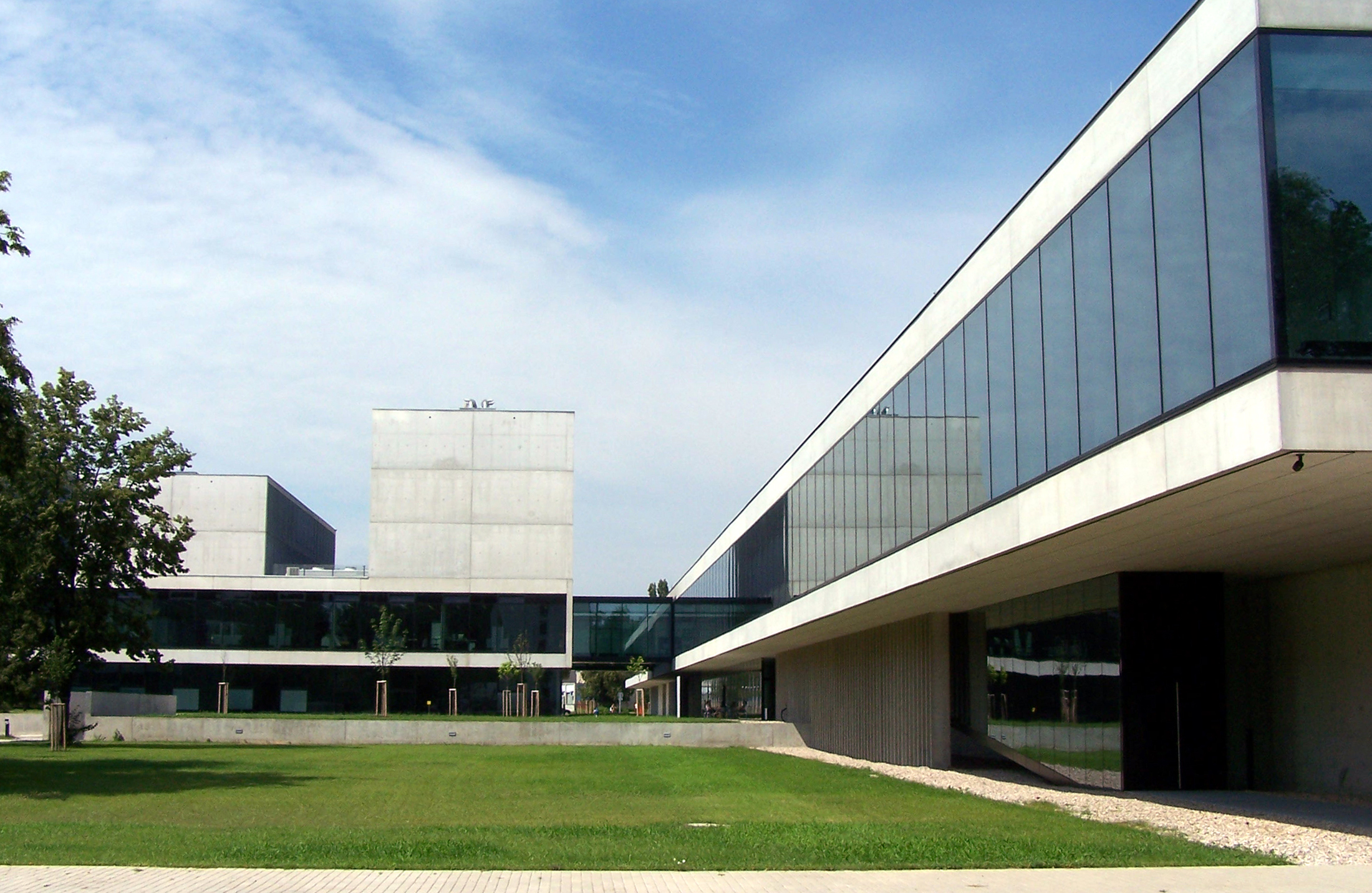
帕尔杜比采大学校园内景

帕尔杜比采大学的历史与整个地区交通网络的发展以及食品、机械和化学工业有关。当地化工企业早在1945年就提出成立“化学大学”，1950年6月27日批准成立化学研究所（Vysoká škola chemická）。1954年更名为化学技术研究所（Vysoká škola chemicko-technologická）。
帕尔杜比采大学于1991年1月17日通过一项新章程成为一所大学，建立了几个新的学院。 1994年，化学技术大学更名为“帕尔杜比采大学”。 1997年新建的大学图书馆开馆。自2008年以来，该大学拥有七个学院。